# 千棕櫚 (加利福尼亞州)
千棕櫚（英語：Thousand Palms）是位於美國加利福尼亞州河濱縣的一個人口普查指定地區。

## 地理
千棕櫚的座標為33°49′01″N 116°23′14″W / 33.81694°N 116.38722°W，而該地最高點為海拔高度75米（即246英尺）。

## 人口
根據2010年美國人口普查的數據，千棕櫚的面積為61.217平方千米，均為陸地。當地共有人口7715人，而人口密度為每平方千米126人。